# محوطه دول پهن
محوطه دول پهن مربوط به عصر آهن - دوره اشکانیان است و در شهرستان خرم‌آباد، بخش ویسیان، دهستان شوراب، روستای تل رفیع واقع شده و این اثر در تاریخ ۱۳ آبان ۱۳۸۶ با شمارهٔ ثبت ۱۹۸۱۵ به‌عنوان یکی از آثار ملی ایران به ثبت رسیده است.